# Xavier Ortiz
Xavier Ortiz Ramírez (Ciudad de México, 29 de junio de 1972 - Guadalajara, Jalisco, 7 de septiembre de 2020) fue un actor, cantante, modelo, presentador de televisión y empresario mexicano.

## Biografía

### Carrera
Xavier Ortiz nació el 29 de junio de 1972 en la Ciudad de México y cursó estudios en odontología. Más adelante decidió convertirse en modelo y cantante, integrándose en 1989 al grupo musical Garibaldi, proyecto conformado además por Patricia Manterola, Sergio Mayer, Pilar Montenegro, Katia Llanos, Víctor Noriega, Charlie López y Luisa Fernanda Lozano. La agrupación logró reconocimiento en su país y en Latinoamérica con su fusión de géneros como el pop, la música tropical, la salsa y la música tradicional mexicana.
Ortiz incursionó en el cine en 1993 con sus compañeros de Garibaldi en la película de René Cardona Jr. ¿Dónde quedó la bolita?. Al dejar la agrupación siguió vinculado a la actuación, apareciendo en diversas series de televisión y películas entre las que destacan Sentimientos ajenos, Camila, Duelo de pasiones, Tormenta en el paraíso y La rosa de Guadalupe.

### Plano personal
Ortiz era propietario del bar-restaurante La Santa en Guadalajara, México. El 17 de abril de 1999 se casó con Patricia Manterola, compañera suya en el grupo Garibaldi. La pareja se divorció en 2005. En 2014 se casó con Carisa de León. La pareja tuvo un hijo y finalmente se separó en 2018.

### Su forma de vestir
El cantante también era conocido por su vestimenta minimalista debido a que siempre estaba vestido de negro en cada evento público. Una vez llegó a decir: "Es un color que siempre me ha gustado y me ha enamorado. Nunca le ví nada negativo al contrario es elegancia pura y un ingrediente perfecto para conquistar a los demás. El 80 por ciento de mi ropa es negra. Así que lejos de entristecerme, me pongo mucho más feliz".

### Fallecimiento
El 7 de septiembre de 2020, su compañero en Garibaldi Sergio Mayer anunció vía Twitter el fallecimiento de Ortiz. Su hermana Olga también hizo el anuncio en el programa De primera mano con el periodista Gustavo Adolfo Infante y en sus redes sociales. El artista fue encontrado sin vida en su domicílio en la colonia Providencia de Guadalajara. Según las investigaciones, se trató de un suicidio por ahorcamiento, lo cual fue confirmado posteriormente. Se sabía que se encontraba deprimido por varias razones, entre ellas el confinamiento por el COVID-19, una separación reciente y la falta de ingresos.

## Filmografía

### Cine
- ¿Dónde quedó la bolita? (1993) Miembro de Garibaldi
- Las pasiones de Sor Juana (2004) Antonio Mancera
- Journey from the Fall (2005) Bully
- Peligrosa tentación (2008) Carlo

### Televisión
- Sentimientos ajenos (1996) Humberto
- Camila (1998) Rodrigo Sandoval
- Por tu amor (1999) Pablo
- Te amaré en silencio (2003) Federico
- La fea más bella (2006) La Bugambilia
- Duelo de pasiones (2006) Rodrigo Ochoa
- Tormenta en el paraíso (2007) Emilio
- Un gancho al corazón (2009) Lalo
- La rosa de Guadalupe (2010) Horacio (Episodio "Papito Querido")

### Teatro
- PD: tu gato ha muerto (1997 - 2000) Eddie
- Aventurera (2004) La Bugambilia